# Konkurs Piosenki Eurowizji Junior 2013
11. Konkurs Piosenki Eurowizji Junior odbył się 30 listopada 2013 w Narodowym Pałacu Sztuki „Ukraina” w Kijowie. Koncert zorganizowała Europejska Unia Nadawców i ukraiński nadawca Narodowa Telekompania Ukrainy (NTU)  Był to drugi konkurs który odbył się na Ukrainie. 
W konkursie wzięło udział 12 państw. Zwyciężyła Gaia Cauchi, reprezentantka Malty z utworem „The Start”.

## Lokalizacja

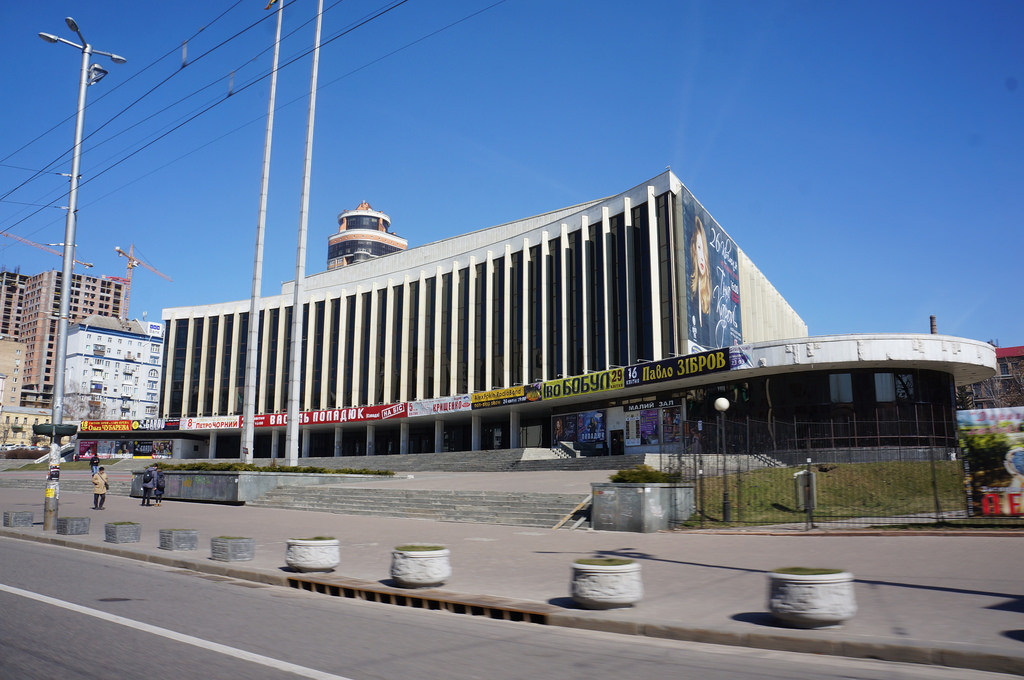
Narodowy Pałac Sztuki „Ukraina”, miejsce organizacji konkursu.

Chociaż poprzednią edycję festiwalu wygrała reprezentantka Ukrainy – Anastasija Petryk z utworem „Nebo”, wygrana nie dała automatycznej organizacji temu państwu (w przeciwieństwie do Konkursu Piosenki Eurowizji). Kraj ten musiał ubiegać się o możliwość organizacji imprezy. O miano gospodarza walczyły m.in. Azerbejdżan i Belgia. Ostatecznie jednak 9 lutego ogłoszono, że to właśnie aplikacja Kijowa i ukraińskiej telewizji została wybrana przez Europejską Unię Nadawców. 
12 lutego 2013 roku poprzez oficjalną stronę konkursu poinformowano, że konkurs odbędzie się 30 listopada, a 17 kwietnia ujawniono miejsce organizacji – Narodowy Pałac Sztuki „Ukraina” w Kijowie. Tym samym był to pierwszy w historii przypadek dwukrotnej organizacji konkursu w tym samym mieście – wcześniej jedynie Holandia gościła dwukrotnie konkurs, jednak w różnych miastach.

## Organizacja

### Projekt logo i sloganu
9 października telewizja ukraińska zaprezentowała oficjalne logo konkursu. Logo przedstawia wielobarwny puzel, jednocześnie przypominający kształtem postać. Władisław Jakowlew, kierownik wykonawczy z ramienia Europejskiej Unii Nadawców, uzasadnił wybór logo, mówiąc: „Jest to doskonały symbol ukazujący wszystkie elementy tego wydarzenia - dzieci oraz ich talenty. Razem”. Motywem przewodnim konkursu zostało hasło „Be Creative”.

### Prowadzący
30 września 2013 ogłoszono, że  konkurs poprowadzą Timur Mirosznyczenko i Złata Ogniewicz.

## Kraje uczestniczące
4 listopada EBU opublikowała pełną listę uczestników. Do stawki konkursowej powrócili nadawcy z Macedonii i Malty, a telewizja z San Marino wzięła udział po raz pierwszy. Z udziału zrezygnowały stacje z Albanii, Belgii i Izraela. Początkowo Europejska Unia Nadawców informowała o trzynastym nadawcy, jednak po fiasku negocjacji ten się ostatecznie wycofał z rywalizacji. Później ujawniono, że to Cypr zrezygnował z powrotu do konkursu.

### Finał
| L.p. | Państwo            | Artysta          | Utwór                             | Język                   | Miejsce | Punkty |
| ---- | ------------------ | ---------------- | --------------------------------- | ----------------------- | ------- | ------ |
| 1    | Szwecja            | Elias            | „Det är dit vi ska”               | szwedzki                | 9       | 46     |
| 2    | Azerbejdżan        | Rüstəm Kərimow   | „Me and My Guitar”                | azerski                 | 7       | 66     |
| 3    | Armenia            | Monika Awanesjan | „Choco Factory”                   | ormiański, angielski    | 6       | 69     |
| 4    | San Marino         | Michele Perniola | „O-o-O Sole intorno a me”         | włoski                  | 10      | 42     |
| 5    | Macedonia Północna | Barbara Popović  | „Ohrid i muzika” (Охрид и музика) | macedoński              | 12      | 19     |
| 6    | Ukraina            | Sofija Tarasowa  | „We Are One”                      | angielski, ukraiński    | 2       | 121    |
| 7    | Białoruś           | Iłla Wołkau      | „Poj so mnoj” (Пой со мной)       | rosyjski                | 3       | 108    |
| 8    | Mołdawia           | Rafael Bobeică   | „Cum să fim”                      | rumuński, angielski     | 11      | 41     |
| 9    | Gruzja             | Shop Smile       | „Give Me Your Smile”              | gruziński               | 5       | 91     |
| 10   | Holandia           | Mylène & Rosanne | „Double Me”                       | niderlandzki, angielski | 8       | 59     |
| 11   | Malta              | Gaia Cauchi      | „The Start”                       | angielski               | 1       | 130    |
| 12   | Rosja              | Dajana Kiriłłowa | „Dream On”                        | rosyjski                | 4       | 106    |